# 常総鉄道
常総鉄道株式会社（じょうそうてつどう）は、茨城県にかつてあった鉄道・路線バス事業等を行っていた日本の会社である。常総筑波鉄道を経て関東鉄道となった。現在の関東鉄道常総線を建設した。

## 概要
1912年（明治45年）6月9日、東京市で設立。常総鉄道は、明治末期に茨城県の取手から水海道を経て下館を結ぶ軽便鉄道として企図された。鬼怒川の舟運に頼っていたこの沿線の貨物輸送と旅客輸送を目論んでいた。会社創立から開業まで1年余りの短期間に建設され、1913年（大正2年）に開通。設立当初は東京の者が主導的役割を担っていたが、創業後には水海道や下館の有力者で占められるようになった。大正時代の終わりからは渡良瀬川の砂利を運搬し、砂利会社の運営していた路線を三所支線として買収、砂利採取会社を傘下に収めている。昭和になり鉄道と競争し始めた自動車事業に進出。第二次世界大戦中は並行バス路線の休止や疎開者などで鉄道利用客が増加した。昭和18年に鉄道の戦時統合政策により筑波鉄道 (初代)と統合することになり、1945年（昭和20年）に統合し常総筑波鉄道と名称を変更した。

## 歴史
1911年（明治44年）に、日本歴代首相を務めた吉田茂の実父である竹内綱を代表として発起し、翌1912年（明治45年）に常総鉄道株式会社を設立。1913年（大正2年）11月1日に、取手 - 下館間の予定区間を一挙に開業した。全区間が、茨城県西部を流れる鬼怒川に平行していたため、鬼怒川の水運に大打撃を与え廃れる結果となった。当初は蒸気機関車での営業を続けたが、昭和時代に入るといち早くガソリン燃料の気動車を導入して、蒸気機関車・気動車併用の営業をすることで経営合理化を進めた。1945年（昭和20年）に筑波鉄道を合併して、常総筑波鉄道と改称した。第二次大戦終戦後はバス路線の拡充に努め、1959年（昭和34年）に京成電鉄の関連会社になったあと、1965年（昭和40年）に鹿島参宮鉄道に合併されて、路線は関東鉄道常総線となった。

### 鉄道
鬼怒川沿いの鉄道計画を含めて記述。
- 1895年（明治28年）8月 常野鉄道、大子 - 烏山 - 真岡 - 川島 - 下妻 - 水海道 - 取手間仮免許。このほかにも鬼怒川舟運の代替貨物輸送を主眼にした数案の計画があった。常野鉄道は事業化できず。
- 1895年（明治28年）9月6日 常総鉄道（標記会社とは別会社）、取手 - 水海道 - 下妻 - 下館を出願。のちに下館 - 宇都宮間延長申請。
- 1896年（明治29年）6月16日 常総鉄道に仮免許。本免許を取得したものの、財界不振のためという理由で明治31年解散。
- 1911年（明治44年）7月25日 常総軽便鉄道発起人竹内綱らが取手 - 水海道 - 下館間の軽便鉄道を出願。以前の常総鉄道の出資者も発起人に。同時期に別人により佐貫 - 水海道 - 下館の鉄道免許申請も出願される。龍崎鉄道が後者を推す。
- 1911年（明治44年）11月1日 取手を起点とする竹内綱に敷設免許が出る。
- 1912年（明治45年）
  - 3月上旬 線路の実測を開始。
  - 6月9日 創立総会。連帯運輸のため軌間を3フィート6インチとし、会社名を常総鉄道株式会社と変更して創立。
  - 6月上旬 実地調査が終了。
  - 6月11日 本社を東京府東京市麹町区有楽町一丁目1番地17号館第三号舎に置く[4]。
  - 7月 支店を茨城県結城郡水海道町字宝洞宿3388番地に設ける[4][5]。
- 1912年（大正元年）11月4日 鉄道工事施工申請認可。
- 1913年（大正2年）11月1日 1日6往復で営業開始。23日に水海道町で開通式。鉄道院と成田鉄道 (初代)と連帯運輸。取手 - 水海道並22銭、取手 - 下館64銭。水海道から東京まで、内国通運の蒸気船で行きが8時間、帰りが14時間かかっていたものが、取手経由の鉄道で実質乗車時間2時間30分で行けるようになる。
- 1914年（大正3年）7月20日 東京に置いていた本社を水海道に移転。翌年の株主総会で東京の竹内綱などが取締役を退き、地元の資産家が経営陣を占める。
- 1917年（大正6年） この年の貨物輸送の内訳、米20.9%、肥料16.4%、雑穀14.9%、砂利6.1%、和洋酒1.3%、繭1.1%、醤油0.7%。翌年は肥料が1位。
- 1920年（大正9年） 2月1日 中妻駅開設。
- 1923年（大正12年）7月31日 鬼怒川砂利合資会社専用鉄道所属機関車運転の件認可。この前年から砂利の取り扱いが増え始め、この年は貨物の総移出量の27%、1925年（大正14年）には62%を占める重要な貨物となった。従来は鬼怒川の舟運により運ばれていたものが鉄道輸送に移っていったため。
- 1923年（大正12年）関東大震災により震災地への往復旅客が多数にのぼり増収。
- 1926年（大正15年）8月15日 騰波ノ江駅開設[6]。
- 1927年（昭和2年）6月 鬼怒川砂利合資会社所有の砂利搬送鉄道を買収。三所支線とする。7月1日開業。21日旅客営業開始。1936年（昭和11年）には砂利会社の発行株式を肩代りし傘下企業とした。
- 1928年（昭和3年）9月27日 ガソリン客車運行を開始。キワ11・12号を運行。以後1930年（昭和5年）に日本車輌に2両、1032年（昭和7年）に新潟鉄工所に2両を発注。1937年（昭和12年）までに計10両を新造。
- 1929年（昭和4年）2月5日 常総砂利株式会社買収。砂利採取事業に進出。
- 1931年（昭和6年）11月15日 南石下停留場、玉村停留場開設。
- 1935年（昭和10年） 昭和に入ってからの不景気によりこの年の旅客数は62万人と1925年（大正14年）の55%の水準。
- 1938年（昭和13年）12月1日 黒子-大田郷間に野殿停留場開設。
- 1939年（昭和14年）この年の乗客数126万人。
- 1942年（昭和17年）3月下旬 ガソリン客車に代燃機関取り付け。
- 1943年（昭和18年）10月18日 戦時統合政策により常総鉄道に吸収合併となり合併方法を記した合併裁定要領がまとめられる。
- 1944年（昭和19年） この年の乗客数553万人。政府は不要不急旅客抑制方針であったが、ガソリン統制によるバス路線の休止、軍需産業関連通勤者の増加、疎開客の増加や疎開者の東京への通勤が激増したことなどによる。
- 1945年（昭和20年）3月20日 株主総会により筑波鉄道との合併を決定。常総筑波鉄道となる。存続会社は常総鉄道。

### 自動車
- 1923年（大正12年） 下館の英自動車商会が、常総鉄道沿線の下妻に路線を延長。
- 1930年（昭和5年）6月29日 水海道町のヤマト自動車が権利を持っていた取手 - 我孫子間のバス路線と、取手 - 水海道間のバス営業権を買収する。
- 1931年（昭和6年）4月18日 取手 - 水海道間、我孫子 - 青山間の乗合および一般貸切の営業開始。取手 - 青山間7月21日開業。
- 1931年（昭和6年）10月31日 静野自動車商会から路線譲渡を受けた沓掛 - 岩井間の認可取得。
- 1933年（昭和8年）2月 中沢自動車商会の石下 - 沓掛・石下 - 下妻間買収[7]。会社全体の営業キロは26.7km。
- 1934年（昭和9年）6月28日 土浦自動車から取手 - 境、水海道 - 石下など4路線買収。
- 1934年（昭和9年）11月5日 英自動車から下妻 - 下館の路線買収。会社全体の営業キロは168.0km。この頃路線の買収と延長を積極的に行う。
- 1937年（昭和12年）2月20日 すずらん自動車商会の水海道 - 大生郷の路線買収。
- 1937年（昭和12年）9月1日 英自動車からの下妻 - 結城の路線買収。会社全体の営業キロは208.0km
- 1937年（昭和12年） 常磐自動車からの22人乗り大型バスを使用し、水海道から日光、伊香保、熱海、房総など21コースの貸切観光バス事業を展開。
- 1939年（昭和14年） ガソリン規制により木炭車の採用。運行回数減少。
- 1940年（昭和15年）10月1日 国策により貸切観光バス運行中止。
- 1942年（昭和17年）10月 戦時陸運非常時体制確立に関する閣議決定。これによる鉄道省監督局長の通達により、茨城県を3分割し再編成することになった。
- 1944年（昭和19年）12月19日 この日の認可により東武自動車株式会社（下妻 - 結城、水戸 - 笠間、下館 - 北条など269.6km）、朝日自動車（土浦 - 北条など39.3km）、ムツミ自動車（柿岡 - 石岡など65.4km）、土浦自動車（土浦 - 水海道など66.7km）、羽田文嗣郎（藤代 - 水海道など44.5km）など6社を統合。合計7社の自動車会社を統合。
- 1944年（昭和19年） この年の貸切バスの収入が1941年（昭和16年）に比べ2.7倍に。戦時下の精神作興運動などの諸行事、緊急動員用などに使われることが多くなったため。
- 1945年（昭和20年）3月20日 株主総会により筑波鉄道との合併を決定。名称を常総筑波鉄道と変更。存続会社は常総鉄道。

## 鉄道事業

### 路線
- 常総線
  - 三所支線（三所線）

### 駅一覧
常総線
〔 〕内は開業時から1945年の社名変更までの間に開設された駅
取手（とりで） ‐ 寺原（てらはら） - 稲戸井（いなとい） - 守谷（もりや） - 小絹（こきぬ） - 水海道（みつかいどう） - 〔中妻（なかつま）〕 - 三妻（みつま） - 〔南石下（みなみいしげ）〕 - 石下（いしげ） - 〔玉村（たまむら）〕 - 宗道（そうどう） - 下妻（しもつま） - 大宝（だいほう） - 〔騰波ノ江（とばのえ）〕 - 黒子（くろご） - 〔野殿（のどの）〕 - 大田郷（おおたごう） - 下館（しもだて）
三所支線（三所線）
大田郷（おおたごう） - 関本（せきもと） - 三所（さんじょ）

### 車両
- 開業時 : イギリスナミスウィルソン社明治17年製機関車2両（元鉄道院1100・1101払下）、アメリカクック社製機関車2両（近江鉄道から）、アメリカボールドウィン社製機関車1両（養老鉄道から借受）、客車2等車4両・3等車20両、手荷物緩急車2両、大日本軌道製有蓋貨車25両・有蓋貨物緩急車5両、日本車輛製無蓋貨車10両・無蓋貨物緩急車10両
- 1925年（大正14年）頃 : 機関車7両、無蓋貨車68両、有蓋貨車48両、有蓋緩急車5両、郵便手荷物緩急車4両、手荷物緩急車2両（客車数は不明だが大きな変化はなかったものと推測される）

### 内燃動車
- キハ11形（11・12）:1927年（昭和3年）に大阪の梅鉢鉄工所で製造され、同年9月27日に竣工した。常総鉄道が初めて導入した内燃動車。
- キハ13形（13・14）:1930年（昭和5年）に日本車輌で製造され、同年6月24日に竣工した。キハ11形より定員が20名増えた60名になっている。

## バス事業

### 車両
- 1931年（昭和6年） : フォード4台、グラハム2台、レオ1台
- 1937年（昭和12年） : 乗合自動車30台、貸切自動車8台
- 1941年（昭和16年） : 乗合26台、貸切13台、郵便車4台、うち乗合7台と貸切8台が運行を休止。
- 1944年（昭和19年） : 自動車台数67台、うち9台が休止。戦時統合による台数の増加。